# 華北陸塊

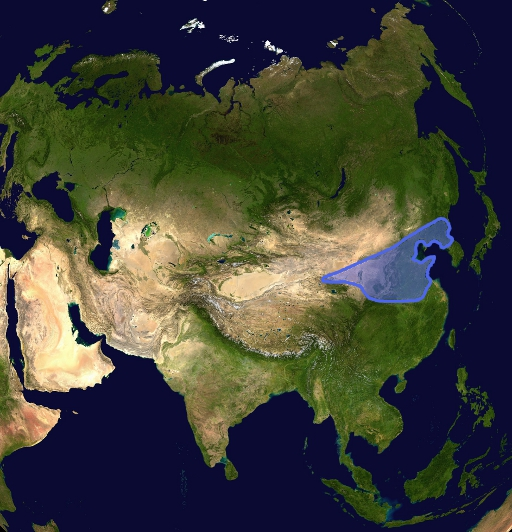
华北陆块位置

华北陸塊又名华北克拉通（North China craton），是个史前大陸或克拉通，目前是欧亚板块的一部分。华北克拉通记录了地球上最完全、最复杂的火成、沉积和变质过程。范围包含今日的華北與中國東北部、朝鮮半島大部、蒙古南部，面積達170萬平方公里。“克拉通”表示它是一块稳定、易浮、刚性的陆块。克拉通地壳比较厚（约200km），与其他区域相比较冷，密度较低。华北克拉通的年代很久远， 经历了长期的稳定期，十分符合“克拉通”的定义。但华北克拉通的深层后来经历了崩解（去克拉通化），意味着这个陆块已不再稳定了。
華北陸塊由數個地塊所構成，這些地塊經過褶皺運動而結合在一起。在古元古代（25-18亿年前），这些陆块彼此相撞融合，与超大陆发生互动，在古陆块的接合处产生大量变质岩带。华北陆块的确切形成过程仍有很大争议。克拉通形成之后，直到中奥陶世（4.8亿年前）都很稳定。克拉通东半部的根部发生破坏，进入不稳定的时期。太古宙和古元古代（46–16亿年前）形成的岩石在这一阶段明显发生了套印。
除构造活动的记录外，华北克拉通还包含重要矿产资源，如铁矿和稀土，以及演化发展的化石记录。

## 构造背景

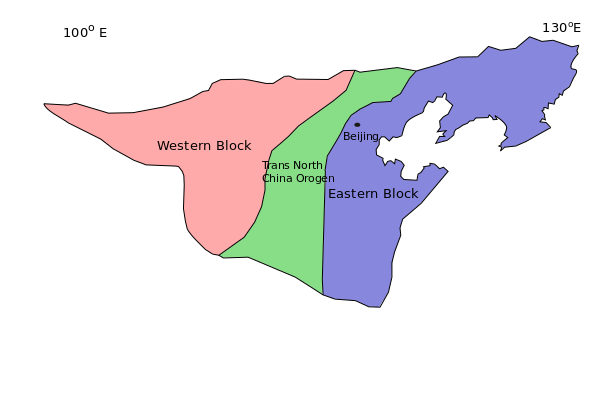
华北克拉通包含两个地块，东部地块和西部地块，被跨华北造山带隔开。两个地块的特征存在许多差异。

华北克拉通的面积约有150万km2，其边界主要是几条山脊（造山带），如北方的中亚造山带、西部的祁连造山带、南缘的秦岭大别造山带和东边的苏鲁造山带。克拉通内的燕山带自东向西贯穿克拉通北部。
华北克拉通包含两个地块，东部地块和西部地块，被100–300km宽的跨华北造山带隔开，也称中央造山带（Central Orogenic Belt）或晋豫带。中央造山带自遼寧省西部經北京市到河南省西部，主要由古元古代的火成岩構成。东部地块包含鞍山-本溪以南、河北东部、吉林南部、辽宁北部、密云-成都及山东西部。地震等构造活动在显生宙的克拉通根部破坏之后逐渐变得活跃。东部地块热流值高，岩石圈较薄，多发地震。它经历了许多次 里氏震级超过8级的地震，带走了数以百万级的生命。岩石圈最下部的薄地幔根是其不稳定的原因。地幔根的崩解使得克拉通整体变得不稳定，削弱了地壳中发生地震的成震层。东部地块可能曾拥有过较厚的地幔根，捕虏岩证据支持这一点。最迟到中生代，地幔根就变薄了。西部地块位于贺兰山-千里山、大庆-乌拉山、固阳-武川、舍尔滕和济宁。其地幔根较厚，因而有较为稳定的构造环境。自前寒武纪以来，西部地块曾发生过小规模的内部变形。

## 地质
华北克拉通的岩石包含前寒武纪（46亿年前到5.39亿年前）的基岩，最古老的锆石年代在41亿年前，最古老的岩石年代约在38亿年前。前寒武纪后来被显生宙（5.39亿年前至今）的沉积岩和火成岩覆盖。显生宙岩石基本没发生过变质。东部地块由早至晚太古代（38-30亿年前）的TTG岩石片麻岩、花岗片麻岩、超基性-长英质火成岩和变质沉积岩，及一些花岗岩类形成于约25亿年前的一系列构造活动中。其上覆盖着形成于张裂盆地的古元古代岩石。西部地块含有太古宙（26–25亿年前）基岩，主要由TTG岩、镁铁质火成岩和变质沉积岩构成。太古宙基岩上面是非整合的古元古代孔兹岩带，其中杂有多种变质岩，如含石墨的硅线石榴片麻岩。沉积岩主要形成于显生宙，形态多样，如含碳酸盐岩和煤的岩层主要形成于晚石炭世到早二叠世（3.07-2.7亿年前），而含紫沙的泥岩主要形成于早三叠世至中三叠世的湖相沉积中。除沉积外，显生宙的去克拉通化之后，岩浆活动还经历过6个主要阶段。侏罗纪到白垩纪（1亿-6500万年前）的沉积岩常因火山活动杂有火成岩。

## 构造演化
华北克拉通经历了复杂的构造事件。最重要的变形事件是微陆块间碰撞融合、形成克拉通的过程，以及前寒武纪（30至16亿年前）变质过程的不同阶段。中生代到新生代（1.46亿年前至260万年前），前寒武纪基岩又经历了激烈的构造运动。

### 前寒武纪的构造事件（46-16亿年前）

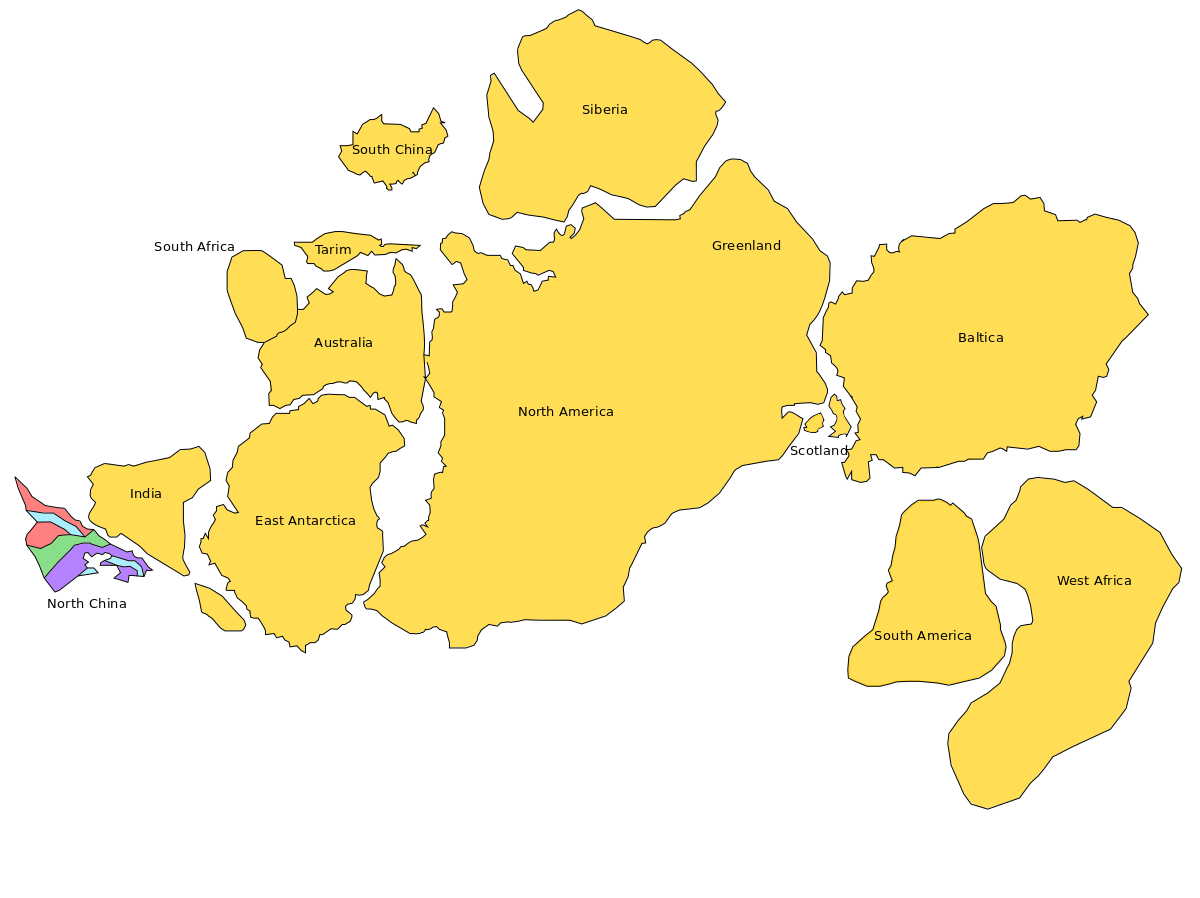
前寒武纪哥伦比亚超大陆简图。红色为华北克拉通西部地块，紫色为东部地块，绿色为跨华北造山带，蓝色为华北克拉通的其他碰撞带。改自赵国春等, 2011和Santosh, 2010。

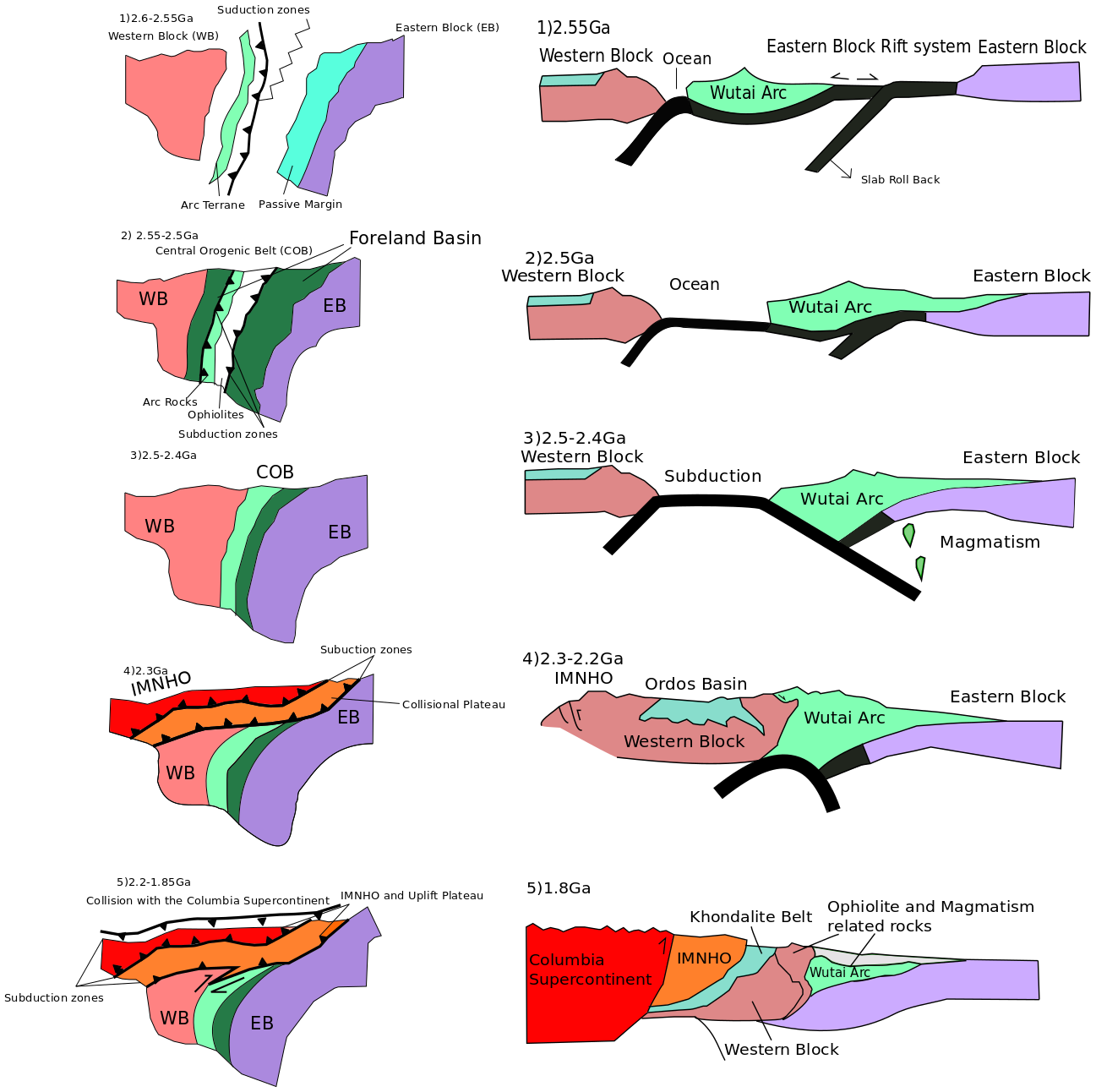
25亿年前克拉通合并模型演化简图（第1版）（内蒙古-河北北部造山带）
1)-2) 东部地块有因后退潜没产生的古张裂系统，后来不再活动。
3) 东西地块间产生潜没带，产生一些岩浆柱，随板块潜没发掘出来。华北克拉通最终形成。
4) 西部地块进一步与北方岛弧地块互动，产生潜没带，并产生内蒙古-河北北部造山带。
5) 华北克拉通与哥伦比亚超大陆相撞，导致变形和变质。改自Kusky, 2011和Kusky, 2003

华北克拉通的前寒武纪构造事件十分复杂。不同学者为解释这些构造事件提出了不同模型，可分为Kusky (2003, 2007, 2010）和赵国春（2000, 2005,和2012）两位学者为首的两个学派。两派模型的主要分歧，在于对25亿年前和18亿年前两次显著的前寒武纪变质活动的解释。Kusky认为，25亿年前的变质活动对应着克拉通的形成，而赵国春则认为较晚的那次才对应着克拉通的形成。

#### Kusky模型：25亿年前的克拉通融合模型
Kusky模型架设了25亿年前微板块互相合并的一系列构造事件。首先，太古宙（46-25亿年前）时，克拉通的岩石圈开始发展。 一些古微板块在38至27亿年前之间融合为东西地块。ref name="Paleoproterozoic tectonic evolution of the North China Craton" />地块的形成时间主要依据克拉通内部岩石的形成年代。克拉通内的大部分岩石都是27亿年前形成的，有些碎块形成于38亿年前。接着，东部地块发生变形，27至25亿年前地块西缘发生张裂。中央造山带可见27亿年前张裂系统产生的证据，主要有蛇纹岩和张裂系统的残余。
古元古代（25-16亿年前）开始出现碰撞和融合的迹象。15至23亿年前，东西地块互相碰撞融合，构成了华北克拉通，在中间形成中央造山带。中央造山带自辽宁西部至河南西部，长达1600km。Kusky假设融合的构造基础是一个 岛弧，其中形成了一个西向下倾隐没带。两个陆块接着通过东部陆块的西向潜没结合在一起。从区域内火成岩的结晶年代和中央造山带变质作用的年代，可以推断出撞击事件发生的年代。Kusky还认为，撞击紧随张裂发生，这可见于世界上其他造山带，变形事件发生的时间往往相距很近。距今约23亿年前，在华北克拉通融合后，西部地块北部和一个岛弧地块相撞，形成内蒙古–河北北部造山带。岛弧地块在25亿年前形成在海洋中，诞生自融合事件的后碰撞扩张阶段。
除较为微观的变形事件之外，华北克拉通在区域尺度上也发生了互动和变形。它在形成之后与哥伦比亚超大陆发生了互动。在19.2至18.5亿年前，哥伦比亚超大陆形成之后，克拉通北界与另一个超大陆相撞。最后，华北克拉通的构造环境经过整合扩展得更广，18亿年前开始脱离哥伦比亚超大陆。

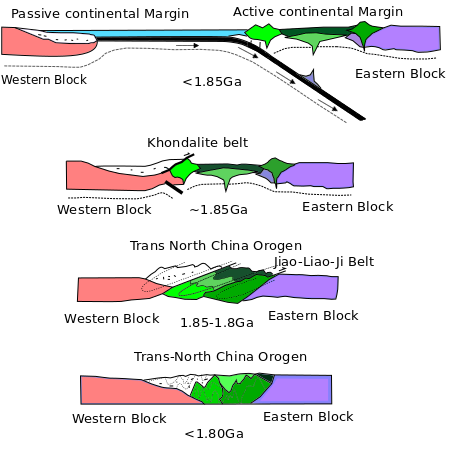
18亿年前融合模型剖面简图（第二个模型）。两个地块的融合因潜没发生。潜没的大洋板块引发了岩石圈的水化，产生岩浆柱（以绿色标记），它们稍后促进了中央造山带的形成。两个陆块进一步碰撞融合，形成孔兹岩带、胶辽冀带和中央造山带。克拉通形成之后，中央造山带遭受了发掘、地壳回弹和侵蚀，使造山带中岩层的顺序不断变化。改自赵国春，2000

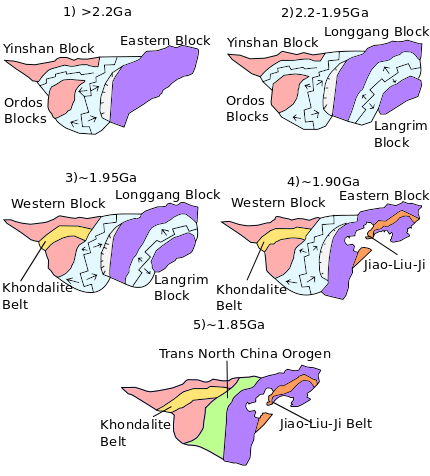
华北克拉通的18.5亿年前融合模型演化简图。 1) 起初有3个分离的地块，分别是阴山地块、鄂尔多斯地块和东部地块，中间隔着海洋（22亿年前）。 2) 东部地块发育张裂系统，使其进一步分裂为龙岗地块和狼林地块（22–19.5亿年前）。 3) 阴山地块和鄂尔多斯地块于19.5亿年前融合，形成两者间的孔兹岩带。 4) 19亿年前，龙岗陆块和狼林陆块之间的张裂系统最终不再活动，使得两个陆块重新融合为东部陆块，并形成胶辽冀带。 5) 东西地块于18.5亿年前最终融合，形成两者间的跨华北造山带。改自赵国春，2012。

#### 赵国春模型：18.5亿年前克拉通融合模型
赵国春提出的模型认为东西地块融合于约18.5亿年前。太古宙时期（38-27亿年前）是地壳大规模增厚的时期。
这时，全球的陆壳都发生了扩张，华北克拉通也如此。前新太古代（46-28亿年前）的岩石仅占基岩的一小部分，但早至41亿年前的锆仍可见于地壳。赵国春认为，基于锆石年代数据，可以看出华北克拉通的新太古代（28-25亿年前）地壳（构成85%的二叠纪基岩）形成于两个不同时期。较早的是28-27亿年前，较晚的在26-25亿年前。赵国春还提出了一个深成岩体模型以解释形成于25亿年前的变质岩。新太古代地幔上浮、加热了上地幔和地壳底部，促进变质作用发生。
古元古代（25-16亿年前）的华北克拉通的融合分为三步，最终的融合发生在距今18.5亿年前。年代证据可从中央造山带变质岩的年代，以及中央造山带的形成过程分析出。赵国春认为华北克拉通来自4个地块的拼合：阴山地块、鄂尔多斯地块、龙岗地块和狼林地块。19.5亿年前，阴山地块和鄂尔多斯地块相撞、形成西部地块和孔兹岩带。21至19亿年前，东部地块的胶辽冀带中发生了张裂，分开了龙岗地块和狼林地块，并在其间形成了海洋。岩石的变质类型和岩石的种类在带两侧对称分布，可以想见曾存在过一个张裂系统。约19亿年前，胶辽冀带的张裂带转变为碰撞-潜没系统。之后龙岗地块和狼林地块合并，形成东部地块。18.5亿年前，东西地块在一个东向潜没系统中合并、产生中央造山带，当时两个地块间很可能存在过海洋。
赵国春还提出了华北克拉通和哥伦比亚超大陆互动的模型。他认为，18.5亿年前华北克拉通的形成是哥伦比亚超大陆成型的关键步骤之一。华北克拉通还记录了哥伦比亚超大陆形成之后的外向增生事件。华北克拉通南缘的熊耳群火山岩形成了潜没带，标志着超大陆的增生事件。华北克拉通在16至12亿年前从超大陆分离出去，张裂系统也称渣尔泰-巴彦鄂博裂谷带，其中可见镁铁质岩床。
| 距今（亿年前） | 25亿年前融合模型（Kusky）                      | 18亿年前融合模型（Zhao）                           |
| -------------- | ---------------------------------------------- | -------------------------------------------------- |
| 38–27          | 古微板块融合为东西地块                         | 板块生长、形成，深成岩体上浮，造成强烈的变质       |
| 27–25          | 东部地块变形（西缘张裂）                       | 板块生长、形成，深成岩体上浮，造成强烈的变质       |
| 25–23          | 东西地块相撞，形成南北向的中央造山带           |                                                    |
| 23             | 北部与岛弧地块碰撞，形成内蒙古-河北北部造山带  |                                                    |
| 22–19          |                                                | 东部地块沿胶辽冀带发生张裂和碰撞                   |
| 19.5           | 北缘和哥伦比亚超大陆相撞                       | 阴山地块和鄂尔多斯地块碰撞，形成西部地块和孔兹岩带 |
| 18.5           | 北缘和哥伦比亚超大陆相撞                       | 东西地块相撞，两者发生融合，形成中央造山带         |
| 18             | 克拉通的构造环境发生扩张，并从超大陆上脱离下去 |                                                    |

#### Kusky与赵国春对彼此模型的批评
Kusky认为，赵国春找到的用于证明融合事件的18亿年前的变质事件，仅仅是18.5亿年前与超大陆的碰撞事件的套印。与超大陆的碰撞还使得岩石圈下的地幔环境发生更新，这也会影响测年结果。另一个证据是，18亿年前的变质岩并不仅分布在中央造山带范围内。西部地块也能发现这种岩石，说明变质事件发生在整个克拉通的尺度。赵国春认为，基于岩石学证据，26至25亿年前的东西地块和中间部分一定形成于不同的构造环境中。因此，那时它们可能是彼此分离的。深层岩体上浮可能可以解释25亿年前的变质事件。赵国春还认为，Kusky将不充分的同位素定年证据视作支持变质事件的数据，十分欠妥。Kusky认为变形事件应该接连发生，不该停滞7亿年之久；赵国春则认为世界上还有很多长期不经历变形事件的造山带，因而此事无关紧要。

#### 其他模型（翟明国7地块模型、Faure & Trap 3地块模型、Santosh双潜没模型）

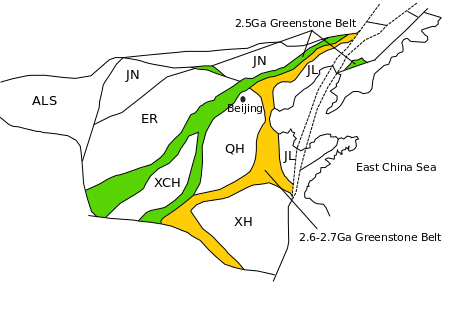
此地图展现了翟明国假设的微板块融合为华北克拉通的过程.。他认为华北克拉通的绿岩带是微地块碰撞时形成的。地图上标绿的绿岩带是25亿年前形成的，黄色的形成于26-27亿年前。（QH：钱怀地块；JL：胶辽地块；JN：集宁地块；XCH：许昌地块；XH：徐淮地块；ALS：阿拉善地块）改自翟明国, 2011

除Kusky和赵国春提出的模型之外，也有些别的模型用于解释华北克拉通的构造演化过程。翟明国赞同Kusky对华北克拉通变形事件出现的时间框架的看法。他也认为，约29至27亿年前发生大陆增长、25亿年前发生融合，20至18亿年前与超大陆相互作用导致变形。这些构造事件背后的机制是张裂与潜没系统，与Kusky和赵国春的模型相近。翟明国模型的独特之处在于，他认为华北克拉通是由7个古微地块拼合起来的。翟明国发现，可有力证明融合事件的高级变质岩遍布整个克拉通，并不仅见于中央造山带。据此他假设，为解释高级变质岩带的出现，融合过程中应该还有更多地块参与，发生过极为强烈的变形事件，造出了高温高压的环境。

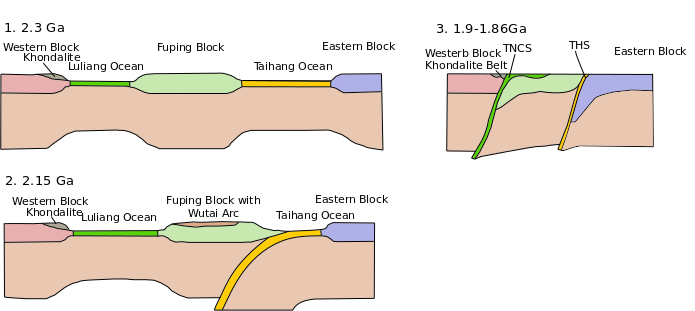
此剖面图展现了华北克拉通在Faure & Trap 模型中融合的过程。他们认为赵国春和Kusky模型中提到的中央造山带实际上是个独立的地块。Faure & Trap认为，共发生过2次碰撞融合事件。 21亿年前，太行洋闭合，东部地块和阜平地块融合，形成太行缝合带。19–18亿年前，吕梁洋闭合，东西地块最终融合，形成跨华北缝合带。改自Trap & Faure, 2011.

Faure和Trap基于他们找到的定年和构造证据提出了另一个模型。他们用氩-氩和铀-铅定年法和岩层裂缝、线理、倾斜及走向数据，分析出华北克拉通的前寒武纪演变史。他们模型中最终融合的时间与赵国春模型的相同，都在距今18至19亿年前左右。但变形事件发生的时间，他们则认为发生在约21亿年前。微地块的划分则与赵国春模型有不小出入。Faure和Trap识别出3个古陆块，与赵国春模型相同的东西陆块，取代中央造山带的则是阜平地块。3个地块被两个大洋分开，分别是太行洋和吕梁洋。他们还给出了碰撞事件发生的时间：21亿年前，太行洋闭合，东部地块和阜平地块融合，形成太行缝合带。19–18亿年前，吕梁洋闭合，东西地块最终融合，形成跨华北缝合带。
Santosh提出的模型用于解释陆块融合之迅速，为华北克拉通的克拉通化机制描绘了更完备的图景。关于变形事件的时间框架，他认为变质岩数据大体支持赵国春模型。他提出了一个用以解释融合时板块潜没方向的新观点：25亿年前融合模型认为是西向潜没，而18.5亿年前模型认为是东向潜没。他对克拉通进行了广泛的地震波测绘。  他发现了地幔中已潜没板块的踪迹，这可以推断出古板块可能的潜没方向。他发现，阴山地块（西部地块的一部分）和燕辽地块（东部地块的一部分）向着鄂尔多斯地块（西部地块的一部分）潜没。阴山地块则向东向燕辽地块潜没。阴山地块进一步潜没到鄂尔多斯地块以南。于是鄂尔多斯地块经历了双向潜没，促进了不同地块的融合及与哥伦比亚超大陆的互动。
|                        | 赵国春模型（18.5亿年前融合）           | Kusky模型（25亿年前融合）            | 翟明国模型（7地块模型）                                                                   | Faure模型（3地块模型）                                      | Santosh模型（双潜没模型）              |
| ---------------------- | -------------------------------------- | ------------------------------------ | ----------------------------------------------------------------------------------------- | ----------------------------------------------------------- | -------------------------------------- |
| 融合时间表             | 1.85Ga                                 | 2.5–2.3 Ga                           | 2.5–2.3 Ga                                                                                | 最终融合于18-19亿年前，还有阜平地块和东部地块之间的融合事件 | 1.85Ga                                 |
| 组成华北克拉通的微地块 | 东部地块、西部地块，中间是跨华北造山带 | 东部地块、西部地块，中间是中央造山带 | 7个微地块（千怀地块、胶辽地块、集宁地块、许昌地块、徐淮地块、阿拉善地块），中间是变质岩带 | 东部地块、西部地块，中间是阜平地块                          | 东部地块、西部地块，中间是跨华北造山带 |
| 潜没的方向             | 东向                                   | 西向                                 | （未提及）                                                                                | 西向                                                        | 东西双向潜没                           |

### 显生宙（5.39亿年前至今）
华北克拉通在形成之后维持了长期的稳定，有自新元古代（10-5.39亿年前）以来的巨厚沉积物。水平的古生代沉积岩记录了生物的绝灭和演化。由金伯利岩岩脉较老岩层中的捕虏岩可知，克拉通中部的稳定延续到中奥陶世（4.67-4.58亿年前）。华北克拉通自那时起开始了去克拉通化阶段，克拉通变得不再稳定。大多数学者将克拉通的破坏定义为岩石圈的减薄、硬度和稳定性的削弱。克拉通内发生了大尺度的岩石圈减薄事件，东部地块尤为严重，导致整个地区发生大规模变形和地震。引力梯度表明，东部地块直到今天都偏薄。克拉通破坏的机制和发生时间仍有争议。学者们找到了4个可能与克拉通破坏有关的关键变形事件，分别是石炭纪到侏罗纪（3.24-2.36亿年前）的古亚洲洋潜没与闭合、晚三叠世（2.4-2.1亿年前）的扬子克拉通-华北克拉通碰撞、侏罗纪（2-1亿年前）的古太平洋板块潜没和白垩纪（1.3-1.2亿年前）的造山带崩解。至于去稳的机制，可以总结出4个模型：潜没模型、扩展模型、岩浆底侵模型、和岩石圈折叠模型。

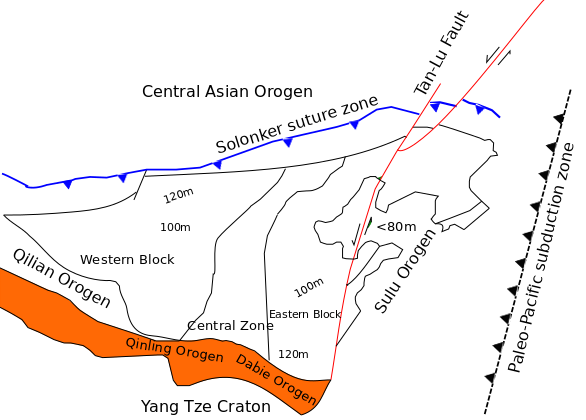
展示显生宙华北克拉通附近不同构造元素的地图。主要元素有北部的索伦缝合带、东部的古太平洋潜没带，以及南部的秦岭-大别造山带。改自Zhu, 2015

#### 克拉通破坏时间轴
显生宙发生了几个主要的构造事件，特别是在东部地块的边缘。其中一些造成了克拉通的破坏。

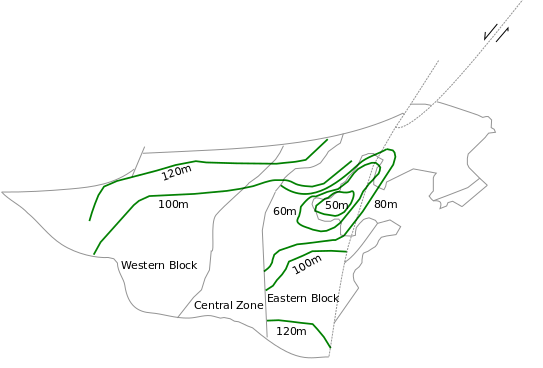
岩石圈厚度地图。绿线表示岩石圈等厚线。东部地块有一块区域的岩石圈尤其薄。改自Windley, 2010,

1. 石炭纪至中侏罗世（3.24-2.36亿年前）——古亚洲洋的潜没与闭合。[1][3]
  - 潜没带位于北缘，持续发生增生。[1][3]产生索伦缝合带，古亚洲洋闭合。[1][3]
  - 岩浆上涌分2个阶段，另一阶段发生于2.62-2.36亿年前。[1][3]同碰撞花岗岩、变质核复合岩、花岗岩类等岩石来自被岩浆半熔化的前寒武纪岩石。[1][3]
  - 海相沉积见于克拉通除北部以外的大部，说明此次变形事件后克拉通总体仍稳定。[3]
2. 晚三叠世（2.4-2.1亿年前）——华北克拉通和扬子克拉通合并。[1][3]
  - 华北克拉通和扬子克拉通间的缝合带产生自深层潜没和碰撞环境，产生了秦岭-大别造山带。[1][3][32]这可见于钻石、榴辉岩和长英质花岗岩等矿物证据。[1][32]
  - 岩浆活动频发于东部，此时期形成的岩浆相对年轻。[1][3]岩浆活动大都由两克拉通的合并引发。[1][3]
  - 这一区域内的地块增生、陆陆碰撞和挤压造成了变质作用的不同阶段。[1]
  - 来自不同同位素定年的证据（如锆铀铅定年法）[30][31][32] 和成分分析[30]表明，在东部地块的某些区域，扬子克拉通的岩层位于华北克拉通之下，岩浆样本与它们形成的时期相比较为年轻。[1][3][30][31][32]这说明，较老的、靠下的岩层发生过激烈的更替，因而变薄了。[1][3][30][31][32]因此一般认为，这一阶段是克拉通破坏的开始。[1][3][30][31][32]
3. 侏罗纪（2-1亿年前）——古太平洋板块的潜没[1][3]
  - 太平洋板块向西潜没，而克拉通北部的洋盆闭合。当时这里可能是活跃的陆缘环境。[1][3][28][36][37]
  - 郯庐断裂带位于克拉通东侧。[45]其形成年代有争议，有三叠纪和白垩纪两说。[45]断裂带长约1000km，延伸进入俄罗斯境内。[45]它可能是因与扬子克拉通相撞而形成，或是形成于太平洋板块和亚洲板块的斜向汇聚。[1][45]
  - 学者们研究了岩石沉积物的化学成分，以确定其起源和形成过程，[28]并研究地幔结构。[36]研究表明，这一时期的低层岩层是新增上去的。[28][36]新物质基本遵循北-东北向分布，[28][36]一般认为是太平洋板块的潜没造成了旧岩层的磨灭和克拉通的减薄。[28][36]
4. 白垩纪（1.3-1.2亿年前）——造山带崩解[1][3]
  - 构造活动的模式从收缩转向扩张。[1][3]于是，侏罗纪到白垩纪形成的造山带发生了崩解。[1][3]造山带和高原（湖北高原和燕山带）开始崩解，形成变质核复合岩体和正断层。[3][1]
  - 在扩张张力场的影响下，形成了渤海湾等构造盆地。[46]
  - 岩浆活动盛行，同位素研究表明地幔成分大幅降低，说明有新物质取代了地幔根。[42][39][38][37][36][3]证据主要来自铪同位素分析，[38][47][48][49][50]捕虏锆石研究[39][42]和对变质岩的分析。[42]

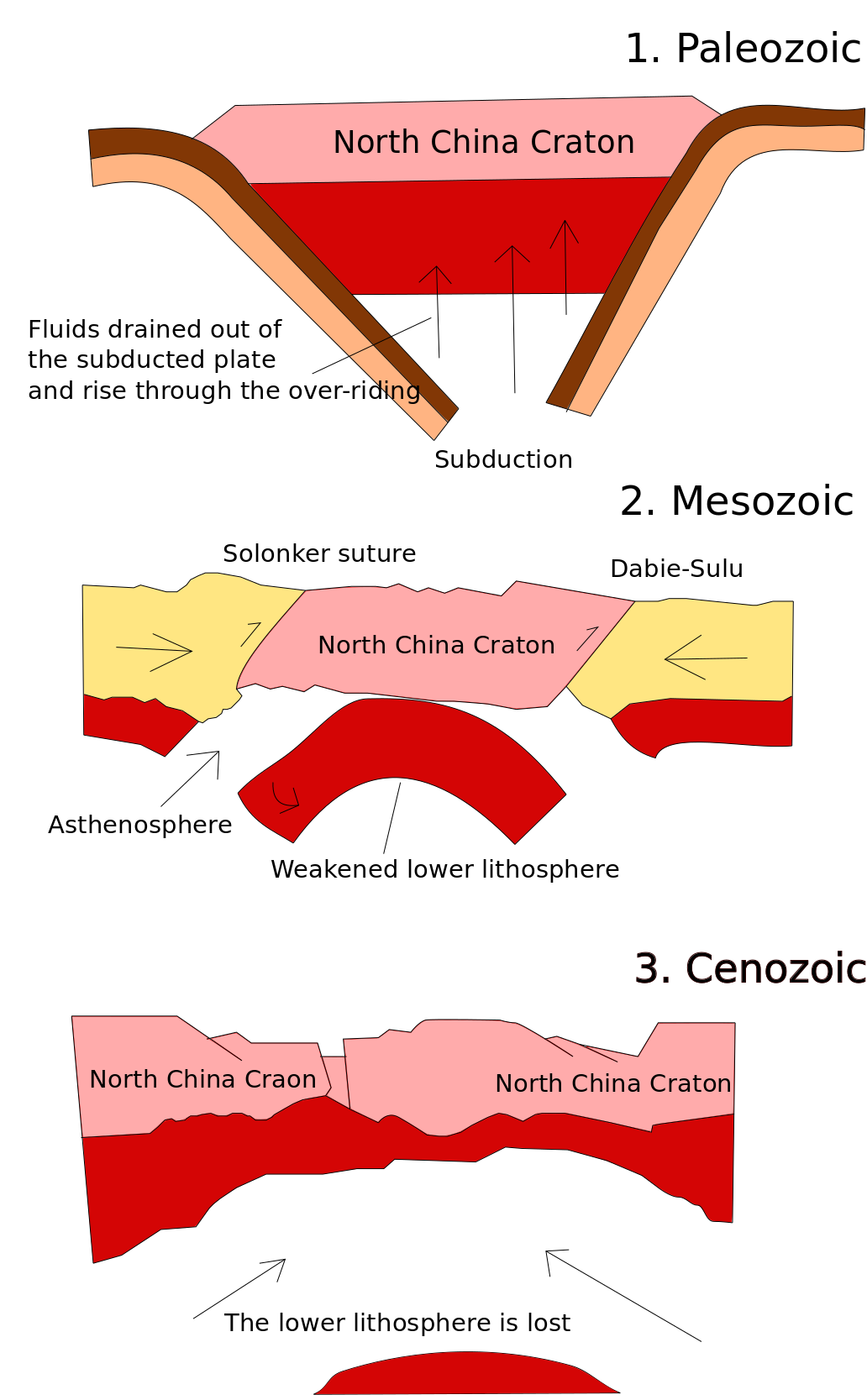
Kusky, 2007中潜没模型的简图。1) 古生代，板块俯冲到华北克拉通边缘下，克拉通大部仍相对稳定。潜没的板块熔化为熔岩流，削弱了地壳底部。同时，潜没还增加了底部岩层的密度。 2) & 3) 中生代，华北克拉通开始变形。南北两侧的碰撞使得已经削弱的底层岩层崩解。改自Kusky, 2007

|                                     | 地质事件                                                                                             | 产生的地质结构              |
| ----------------------------------- | --- | --------------------------- |
| 石炭纪到中侏罗世（3.24-2.36亿年前） | 古亚洲洋的潜没和闭合，观察到分阶段的岩浆活动。                                                       | 索伦缝合带（克拉通北）      |
| 晚三叠世（2.4-2.1亿年前）           | 华北克拉通和扬子克拉通发生深层潜没和陆陆碰撞。同位素数据显示，少部分克拉通根被摧毁。                 | 秦岭-大别造山带（克拉通南） |
| 侏罗纪（2-1亿年前）                 | 太平洋板块在活跃的陆缘环境中向西潜没。产生了新岩浆物质（可见于同位素定年结果），可与潜没带相互印证。 | 郯庐断裂带（克拉通东）      |
| 白垩纪（1.3-1.2亿年前）             | 构造活动变为扩张为主。造山带和高原（湖北高原和燕山带）开始崩解，地幔根的岩浆物质也发生替换。         | 渤海湾盆地                  |

#### 克拉通破坏的原因
克拉通破坏事件的成因和东部地块的减薄十分复杂。由不同的机制可以提出4个不同模型：
1. 潜没模型
  - 该模型将潜没视作主因，比较流行。
  - 洋壳的潜没会连带上岩层中存储的水。[1][28][32][37][29][30][31] 当流体在潜没中遇到高温高压环境时，便会寻机蒸发脱出，削弱地壳和地幔，并使岩层的熔点降低。[1][28][32][37][29][30][31]
  - 潜没还会导致上覆板块地壳的增厚。[1][28][32][37][29][30][31] 一旦过厚的地壳崩解，岩层总体来看就变薄了。[1][28][32][37][29][30][31]
  - 潜没会产生榴辉岩，这种岩石产自高温高压环境。已潜没的板块可能会位于极深的地下，便可提供这种环境。[1][28][32][37][29][30]由此可能发生潜板脱落和海沟后撤，减薄岩层。[1][28][32][37][29][30][31]
  - 显生宙的华北克拉通常发潜没，如石炭纪到中侏罗世的古亚洲洋潜没与闭合、晚三叠世扬子克拉通的俯冲、[30][29][37][31]侏罗纪到白垩纪古太平洋板块的潜没。[1][28]潜没模型因此可用于解释不同时期的克拉通破坏。后撤潜没削薄岩层的示意图。黄星表示减薄了的岩层所在。岩层因潜没的板块后撤快于上覆的板块漂移而被削薄。[38]最终，上覆的板块只得延伸自己的岩层以追上后撤，岩层就被削薄了。[38]  Modified from Zhu, 2011.[38]
2. 扩张模型

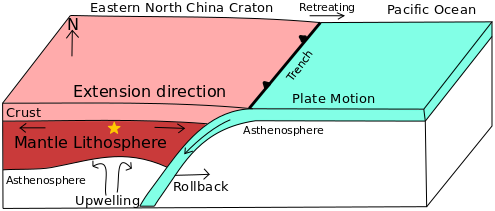
后撤潜没削薄岩层的示意图。黄星表示减薄了的岩层所在。岩层因潜没的板块后撤快于上覆的板块漂移而被削薄。最终，上覆的板块只得延伸自己的岩层以追上后撤，岩层就被削薄了。 Modified from Zhu, 2011.

  - 有两种岩层扩张，后撤潜没和造山带崩解。[3][33][38][41]两者都曾用于解释华北克拉通的岩层减薄。[33][41][3][38]
  - 后撤潜没系统意味着潜没的板块向后移动得比上覆的板块向前移动的快。[41][3][38]上覆的板块只得延伸自己的岩层以填上空隙。[41][3][38]岩层体积没有变，但要覆盖更大的面积，上覆板块就被削薄了。[41][3][38]这可以应用于显生宙的不同潜没事件。[41][3][38]例如，Zhu认为古太平洋板块的潜没就是个后撤潜没系统，造成白垩纪克拉通岩层减薄。[3][38][41]
  - 造山带的崩解会产生一系列正断层，使岩层变薄。[33]造山带的崩解在白垩纪非常常见。[33]
3. 岩浆底侵模型
  - 该模型认为年轻热岩浆十分接近地壳。[39][40][42][43][44]稍后熔化、削薄岩层的热量使得年轻的软流层上泛。[39][40][42][43][44]
  - 因变形事件频发，岩浆活动在整个显生宙都比较常见。[39] l[42][40][43][44]这一模型可用于解释不同时期的岩层减薄。[39][42][40][43][44]岩层如何因折叠减薄的示意图。扬子克拉通和华北克拉通相撞时，就产生折叠。[32]榴辉岩等岩石形成于地壳底部。[32]它们接着因软流层的对流破碎下沉。[32]改自Zhang, 2011。[32]
4. 软流圈折叠模型

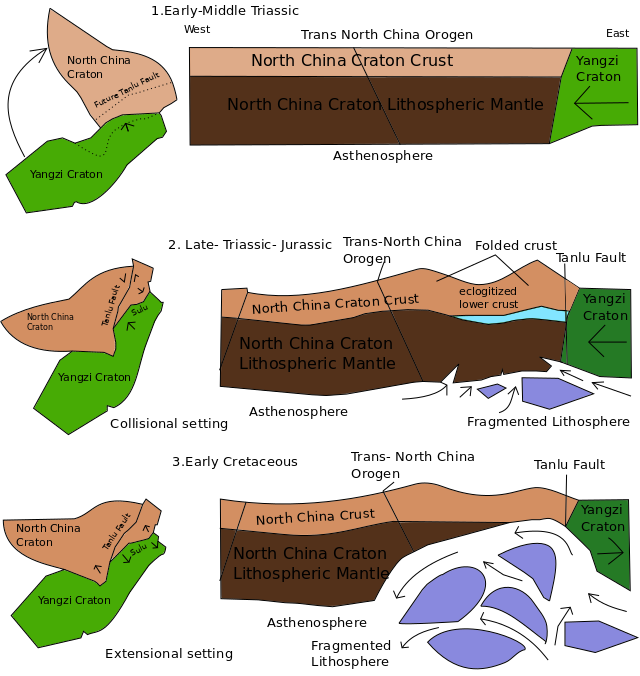
岩层如何因折叠减薄的示意图。扬子克拉通和华北克拉通相撞时，就产生折叠。榴辉岩等岩石形成于地壳底部。它们接着因软流层的对流破碎下沉。改自Zhang, 2011。

  - 该模型专用于解释扬子克拉通和华北克拉通碰撞如何导致岩层减薄。[32]
  - 两个克拉通的碰撞首先通过折叠削弱了地壳。[32]榴辉岩等岩石形成于地壳底部，令其密度变大。[32]地壳底部还产生新的剪切带。[32]
  - 软流层的热对流侵入地壳底层的剪切带。[32]较重的底层地壳很快破碎下沉。[32]华北克拉通的岩层于是被削薄。[32]

## 生物地层学

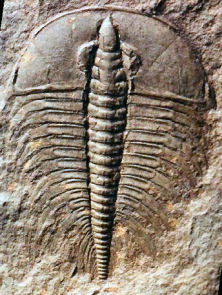
三叶虫化石

华北克拉通在生物地层学上意义重大。在寒武纪和奥陶纪，石灰岩和碳酸盐岩单元很好地保留了生物化石，为演化和大规模集群灭绝的研究提供了重要的材料。华北台地早在早古生代就形成了。寒武纪时期它相对稳定，是浅海环境，石灰石单元沉积得很平稳。后来，郯庐断裂带为首的断层和造山带使其变得褶皱。寒武纪和奥陶纪的碳酸盐沉积单元可分为6组：礼观组、朱砂洞组、馒头组、张夏组、孤山组、炒米店组。不同地层可见不同的三叶虫化石，构成生物带。例如，孤山组是lackwelderia tenuilimbata（三叶虫的一种）带。三叶虫生物带在校正和辨别不同地区发生的不同事件时起很大作用，如不整合地层序列常常反映为生物带的缺失，或相邻地块中发生的相关事件。
碳酸盐地层序列也可为生物地层学提供寒武纪生物段那样的灭绝事件资料。生物段是由生活在深海的油栉虫科三叶虫迁徙所标记的小型灭绝事件。油栉虫科三叶虫会在其他三叶虫物种大量灭绝时前来较为空旷的浅海繁衍。这类事件一般标志着海洋环境的巨变，往往是温度或氧气含量的骤减。这会强烈影响海洋物种的生活环境。浅海环境有可能发生巨变，可能变得和深海相似。这时，深海物种便可以趁其他物种之虚而入。三叶虫化石实际上记录了关键的自然选择过程。碳酸盐沉积序列包含了三叶虫化石，保存了些许古环境和演化的宝贵信息。

## 华北克拉通的矿产资源
华北克拉通有着丰富的矿产资源，具有可观的经济价值。复杂的构造活动造就了丰富的矿石沉积。大气层和水圈也会和矿石发生互动。成矿过程则与超大陆的分合密切相关。例如，沉积岩中的铜、铅表明张裂，暗示了大陆的分裂；铜、块状硫化物和有机金沉积则表示潜没和汇聚的构造活动，意味着大陆的融合。因此，特定类型的矿石的形成常常可用于指示一个特定时期，矿物也形成于相关联的构造活动。

### 矿藏

#### 晚新太古代（28–25亿年前）
这一时期所有沉积都来自变质岩绿岩带。这说明新太古代发生过剧烈的构造活动。

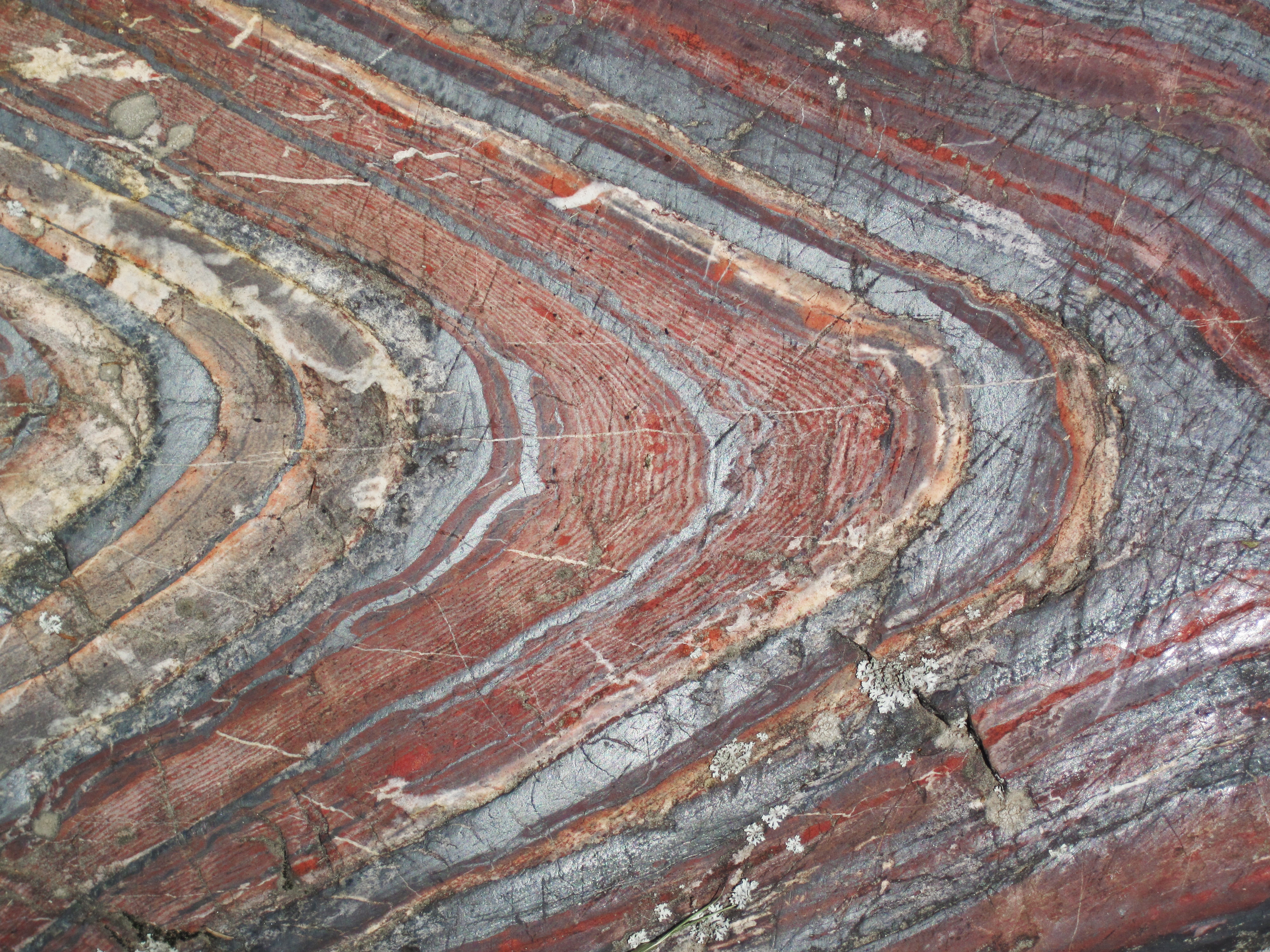
条状铁矿，来自别处

条状铁层属于麻粒岩相，广泛分布在变质岩单元中。矿石年代通过铪同位素定年得知。它们与火成-沉积岩交错分布。它们也可以以其他形式出现：独立的层、透镜状、或岩香肠。所有铁都以氧化物矿物形式出现，偶见硅酸盐矿物或碳酸盐矿物形式。通过分析氧同位素的组成，可以推知铁是在缺氧浅海环境中沉积下来的。有4处发现了大型铁矿：辽宁鞍山、河北东部、五台和许昌-霍邱一带。华北克拉通条状铁层包含了中国最重要的铁矿来源地，为全国提供了60–80%的用铁。
铜-锌矿主要见于华北克拉通东北部的红头山绿岩带。它们是典型块状硫化物矿床，在张裂环境中形成。铜-锌矿的形成绝无可能是在晚近的构造活动中产生的，因而其形成环境可能与现代的张裂系统存在差异。
新元古代绿岩带金矿主要位于辽宁三道沟。绿岩带型金矿并不常见于克拉通，这是因为克拉通在中生代又活跃过一次，因此它们可能变成了其他形式。然而，就世界上其他克拉通例子来看，绿岩带金矿应该是较为丰富的。

#### 古元古代（25–16亿年前）
古元古代极高温变质岩表明了现代构造活动的开端。大氧化事件也发生在这一时期，标志着环境从贫氧转变到富氧。这一时期形成了两种常见矿物，铜-铅锌矿和硼菱镁矿。
铜铅锌矿沉积在活跃的碰撞带。铜矿分布在山西中条山地区。高温变质岩孔兹岩地层序列，以及石墨常与其他矿物共生。有几种矿物可以分别对应不同的成矿环境。铜铅锌矿形成于变质VMS矿，铜钼矿则形成于增生弧复合体，铜钴矿则形成于侵入环境。
硼菱镁矿形成于张裂背景的浅海潟湖沉积环境中。它的同位素比例受氧化事件影响较大。大氧化事件改变了胶辽带中13C和18O的比例，岩石经历了重结晶和质量变化。矿石展示了当时大气的确切化学成分变化。

#### 中生代（2.51-1.45亿年前）
中生代金矿十分丰富。金矿的成矿方式有陆间成矿、克拉通破坏和地幔置换。金主要来自胶东复合体的前寒武纪基岩和下面的地幔，它在中生代侵入岩层，使得岩石高度变质，并留下花岗岩类岩石。中国最大规模的金矿就位于胶东半岛。胶东半岛的面积只占全国的0.2%，但产出了全国四分之一的金矿。

### 成钻过程
华北克拉通范围内的钻石生产已经持续了40余年。起初，钻石产自沉积矿床，随着后来的技术进步，现在钻石主要产自金伯利岩。中国有两大主要钻石矿，其一是山东的中国钻石集团股份有限公司 701 Changma矿，其二是辽宁瓦房店矿。前者已经运转了34年，平均每年产钻9万克拉。后者平均每年产钻6万克拉，2002年停止采矿。
外套金伯利岩筒的钻石是在4.5至4.8亿年前的奥陶纪落入太古宙岩层中的，第三纪再次发生了这样的过程。抬升事件使得金伯利岩裸露出来。郯庐断裂带沿线出露有一些狭窄不连续裂谷，上述两处矿坑是较大的两处。斑状金伯利岩常杂有另外的岩石，如蛇纹岩化橄榄石和金云母或黑云母，以及角砾岩碎屑。与钻石伴生的矿物与钻石的品级、尺寸分布和质量密切相关。例如，701 Changma矿所产钻石价值每克拉40美元，瓦房店所产钻石价值每克拉125美元。

## 地質歷史
西部的地塊包含山西省、陝西省、內蒙古與甘肅省的部份。這是其中最古老、最穩定的部份，具有某些亞洲最古老的岩石。在內蒙古发现了許多煤炭與鐵礦。2002年赵国春发表论文，指出在中国华北发现了两条古老的喜马拉雅型碰撞造山带，并提出华北克拉通基底是在19.5和18.5亿年期间，由多个微陆块拼合而成，完整保留了超大陆的聚合记录，是哥伦比亚超大陆的重要组成部分。赵国春等人因“华北克拉通早元古代拼合与哥伦比亚超大陆形成”研究取得重要进展，获2014年度国家自然科学奖二等奖。
東部的地塊，在中生代時期因為的地殼下的地函熱柱活動，地殼厚度從200公里縮減到80公里。這是由於鄰近的版塊隱沒至華北陸塊之下。在第三紀，中國東北的長白山脈曾有大規模的火山活動。
石炭紀晚期，華北陸塊與西伯利亞-哈薩克大陸開始連接。在三疊紀，華北陸塊成為盤古大陸的一部分。

## 外部連結
- Intraplate Tectonics: North China and Other Regions （页面存档备份，存于）